# Plocium
Plocium (La collana) è il titolo di una commedia del drammaturgo latino del II secolo a.C. Cecilio Stazio.
I frammenti più noti di tutto ciò che ci è arrivato di Stazio sono due frammenti di quest'opera, entrambi citati da Aulo Gellio che li mette a confronto coi rispettivi passi del modello menandreo: emerge la grande libertà con cui Stazio "imita" e reinterpreta il modello di Menandro. L'opera infatti da quest'ultimo tratta è La collana (Plokion).
La protagonista è una ricca signora, che vuole trovare una moglie adatta al figlio. Lui però ha già messo incinta la figlia del vicino di casa. 
I dettagli della trama non sono noti; si sa che il ritrovamento di una collana ne permette lo scioglimento e il lieto fine.
Gellio giudica "sguaiata" la versione latina di Cecilio rispetto a quella di Menandro, mentre alcuni critici moderni vi vedono invece maggiore musicalità, ma i due soli frammenti noti non permettono di fare confronti approfonditi.